# Do Éden ao Éden
Do Éden ao Éden é um álbum de estúdio da cantora brasileira Fernanda Brum, sendo seu décimo-sexto projeto inédito. Lançado no dia 12 de novembro de 2021, o álbum é o primeiro da cantora lançado pela Sony Music, após o fim de contrato de mais de 25 anos com sua antiga gravadora. O disco reúne seis faixas inéditas, além de uma versão em português da banda australiana Planetshakers.
O projeto é um álbum conceitual, baseado nas escrituras de Apocalipse. Produzido por Emerson Pinheiro e mixado em Orlando por Darren Schneider, "Do Éden ao Éden" conta com a participação da cantora Eyshila na faixa "Meu Consolador".
O projeto "Do Éden ao Éden" foi lançado e divulgado como um extended play. Porém, por ultrapassar o número de faixas e duração de um EP, pode ser considerado um álbum.

## Antecedentes

Fernanda Brum assinando contrato com a gravadora Sony Music.

Em 17 de julho de 2020, após o lançamento do videoclipe "Deus me Fez Vencer", Fernanda Brum anuncia sua saída da gravadora MK Music, na qual mantinha contrato desde 1995, com o lançamento de seu segundo álbum Meu Bem Maior. Em um vídeo publicado nas redes sociais, Fernanda agradeceu a MK pelos 25 anos de parceria, e demostrou estar animada com o que estava por vir.
| “ | Aprouve a Deus me soprar para outros lugares. Eu agradeço à MK de todo o meu coração. Uma porta se abre e eu acabo entrando por esta porta com um novo time de sonhadores chamado Sony Music. Vamos sonhar juntos, e vamos levar a Palavra de Deus mais longe | ” |

Em outubro de 2020 a cantora lançou seu primeiro single pela gravadora, "Ar". Em dezembro do mesmo ano, Fernanda lança "Quando eu Chegar Lá". No ano seguinte, a cantora lança duas regravações: "Toda Morte Vencida Gera Vida", originalmente parte do musical "Hadassa" da CIA Nissi, e "Pra Onde a Gente Vai?", escrita e gravada primeiramente por Roka, amigo de Israel da cantora.

## Concepção e título
"Um dia sozinha com o Emerson no estúdio, ele me disse "Fernanda, a gente não tem música pra começar o EP. O que você quer dizer nesse EP?". E então eu peguei um caderno e fiz três canções de uma vez só. E eu comecei a compor, e eu me lembro da saudades do jardim, da saudades que Adão e Eva deviam ter assim que eles foram expulsos do jardim. E então eu comecei a dizer: o jardim era tão meu, o jardim era tão seu, que saudades de você. Na minha visão, eu enxergava exatamente o momento em que Adão e Eva tinham sido excluídos do jardim. E eu imaginei o inimaginável, como eles viam a próxima etapa da vida deles, eles não conheciam finitude, eles só conheciam a eternidade. Eu pensei em como a gente não valoriza o jardim que Jesus deu pra nós, e ali eu comecei a dançar com Cristo Jesus na minha imaginação. Eu comecei a dançar e convidar as pessoas pra dançar, dizendo vem dançar, vem dançar, como era no começo".

—Fernanda Brum.
De acordo com Fernanda, a mensagem do EP "Do Éden ao Éden" é resgatar a essência do começo de tudo. Voltar ao plano original de Deus. Canções que expressam relacionamento e intimidade com o Criador do mundo.
Segundo Brum em um vídeo publicado em seu canal do YouTube, a cantora não tinha música para abrir o EP. Apesar de todas as músicas estarem compostas em cima dos textos de Apocalipse, o repertório não tinha nenhuma música que justificasse e referenciasse o conceito do tema. Foi quando a cantora, no estúdio com seu esposo, Emerson Pinheiro, começou a compor uma música falando sobre jardim.
O significado do título do EP diz que "tudo começou em um jardim, e vai voltar para um jardim". Apesar de ter sido gerado em cima dos textos de apocalipse, o título do EP faz referência ao jardim de gênesis.
Antes de "Do Éden ao Éden" tornar-se o título oficial, o projeto tinha como título provisório "Apocalipse". Porém, aconselhada pela gravadora Sony Music, a cantora alterou o título para não chocar o público.

## Produção
O EP começou a ser produzido em meados de março de 2020, quando a pandemia de COVID-19 começou a se alastrar pelo mundo. No mês seguinte, em abril, Fernanda anuncia em suas redes sociais que havia contraído o vírus de covid, e que estava produzindo seu novo EP para lançamento de forma independente.
Em outubro de 2020, com o lançamento do primeiro single de Fernanda pela Sony Music, a cantora, através das redes sociais, anuncia algumas informações de seu novo EP. Na ocasião, Fernanda disse que a canção "Ar" não faria parte do EP, e que as cinco canções seriam congregacionais e estariam baseadas no livro de Apocalipse. Entre dezembro de 2020 e abril de 2021, a cantora lançou mais três singles: "Quando eu Chegar Lá", "Pra Onde a Gente Vai?" e "Toda Morte Vencida Gera Vida", que até então, fariam parte do primeiro projeto dela pela Sony Music. Entretanto, decisões criativas da própria cantora e da gravadora, Sony Music, fizeram com o EP "Do Éden ao Éden" - até então com 5 faixas, incluindo os singles lançados anteriormente - tornar-se um projeto com um repertório totalmente inédito de sete canções.
Todo o EP foi gravado do Estúdio Ville, pertencente à Emerson Pinheiro e à Fernanda Brum. Do Éden ao Éden é o primeiro projeto, desde Liberta-me, de 2012, a ser gravado em um estúdio do casal. A mixagem ficou a cargo de Darren Schneider, que já trabalhou com Fernanda em seus projetos anteriores, os EPs Terceiro Céu e Águas Profundas.
Inicialmente os cantores Leonardo Gonçalves e Aline Barros, ambos contratados da Sony Music, fariam uma participação no álbum. Porém, devido a agenda deles e ao prazo para lançamento do EP, Fernanda adiou a participação. Segundo a cantora, a colaboração com Aline Barros irá acontecer após o lançamento de seu EP, através de uma música que será composta pelas mesmas.

## Composições
"A música Escreve é linda. Ela é inspirada na vida de João e do tempo em que ele esteve preso na Ilha de Patmos. Quando ele estava preso, Deus abriu o céu para ele e mostrou o trono Dele, mostrou um coral de anjos que cantando, Querubins, Serafins, foi uma visão maravilhosa. Essa é uma canção muito íntima de adoração com Deus."

—Fernanda Brum sobre a música "Escreve" e o conceito do álbum "Do Éden ao Éden".
Todas as faixas do EP estão baseadas nos textos de apocalipse. Fernanda conta que a ideia era fazer um álbum baseado no livro bíblico, mas que as canções se comunicassem com o público de maneira leve e congregacional. As faixas "Escreve" e "Rua Principal" foram compostas pelo cantor e compositor gospel Pastor Lucas, á pedido de Fernanda Brum. Quando começou a selecionar as canções, a própria cantora conversou com diversos compositores sobre o tema arrebatamento e sua visão sobre ele.
Apesar de ser um repertório totalmente inédito e escolhido pela própria cantora, o EP conta com uma versão da banda australiana de adoração contemporânea Planetshakers, banda essa que Fernanda Brum fez uma colaboração em 2019 no primeiro single em português dos artistas australianos, "Escolho a Ti". A canção "God is On the Throne", gravada originalmente no álbum Rain lançado em 2019, foi versionada com o título "Deus no Trono Está".
A música "Jardim", anteriormente chamada de "Como Era no Começo" e "Éden", foi a primeira a ter trechos divulgados ao público. Em janeiro de 2021, Fernanda interpretou a canção ao vivo em um culto realizado em sua igreja, IPAN.
A canção "Rua Principal" inicialmente seria um dueto de Fernanda com o cantor  Leonardo Gonçalves, mas por conta da agenda de Leonardo, a música permaneceu como um solo de Fernanda.

## Lançamento e repercussão
O primeiro single foi a canção "Escreve", escrita pelo Pr. Lucas, lançado em 16 de julho de 2021. Em apenas 5 dias de lançamento, o áudio da música na plataforma YouTube Music alcançou mais de 500 mil visualizações. O videoclipe da música foi lançado um mês depois, em 24 de agosto. Em 6 de setembro a cantora anuncia o lançamento do segundo single do EP Do Éden ao Éden, "Jardim", que foi lançado em 18 de setembro.
Antes do lançamento do álbum, a cantora realizou um podcast intitulado "PodBrum" com uma série de mensagens que visavam explicar o conceito e a mensagem principal do projeto e das canções. A primeira mensagem, intitulada "Ele Veio Como Cordeiro e Voltará Como Leão", foi publicada no dia 29 de julho de 2021 e trazia referência à música "Escreve". No total foram 7 mensagem, sendo a última delas intitulada "O Jardim do Éden" e lançada em 7 de outubro de 2021.
Fernanda Brum, repetindo o feito realizado nos álbuns Liberta-me e Da Eternidade, realizou em suas redes sociais uma votação, apresentando cinco opções de capas para o álbum "Do Éden ao Éden", e pediu a ajuda do público para escolhe uma das cinco capas. A capa escolhida foi a terceira opção, que trazia Fernanda atrás de um painel branco, em uma cena do clipe "Jardim".
O álbum completo foi lançado no dia 12 de novembro de 2021. Para o lançamento, Fernanda escolheu a canção "Rua Principal" para ser a terceira música de trabalho do projeto. A cantora, com o lançamento de "Do Éden ao Éden", foi capa da playlist "Novidades Religiosas" no Spotify.
A quarta música de trabalho do álbum foi "Meu Consolador", com o videoclipe lançado em 26 de abril de 2022. Com o lançamento do videoclipe, Fernanda anunciou que essa seria a última música a ser trabalhada do álbum "Do Éden ao Éden", pois já estava pré-produzindo seu novo álbum ao vivo, além de um projeto de releituras que começou a ser lançado já no mês seguinte, em maio de 2022. Em entrevista para a Filtr Gospel, canal do YouTube de conteúdos de propriedade da Sony Music Brasil, a cantora anunciou que estava produzindo um EP em colaboração com Eyshila, intitulado "Friends", e que "Meu Consolador" estaria incluso no projeto.

## Faixas
Lista com as faixas, de acordo com o perfil no Spotify da cantora:
| N.º            | Título                                      | Compositor(es)                                                | Duração |  |
| 1.             | "Escreve"                                   | Pr. Lucas                                                     | 4:35    |  |
| 2.             | "Jardim"                                    | Emerson Pinheiro, Fernanda Brum                               | 4:18    |  |
| 3.             | "Rua Principal"                             | Emerson Pinheiro, Fernanda Brum Livingston Farias e Pr. Lucas | 4:40    |  |
| 4.             | "Milhares de Anjos"                         | Livingston Farias, Raquel Garcia                              | 4:20    |  |
| 5.             | "Meu Consolador (feat. Eyshila)"            | Emerson Pinheiro, Livingston Farias                           | 5:47    |  |
| 6.             | "Deus no Trono Está (God is On the Throne)" | Joth Hunt (versão Emerson Pinheiro)                           | 3:42    |  |
| 7.             | "Pisando Serpentes"                         | Emerson Pinheiro                                              | 3:54    |  |
| Duração total: | Duração total:                              | Duração total:                                                | 31:20   |  |

## Videoclipes
| Música                       | Lançamento            |
| ---------------------------- | --------------------- |
| Escreve                      | 24 de agosto de 2021  |
| Jardim                       | 5 de novembro de 2021 |
| Meu Consolador (ft. Eyshila) | 26 de abril de 2022   |

## Ficha técnica[26]
- Produção musical e arranjos: Emerson Pinheiro[27]
- Pianos e teclados: Emerson Pinheiro
- Guitarras: Duda Andrade
- Baixo: Dedy Coutinho
- Bateria: Renan Martins
- Teclados adicionais: Rafael Moraes
- Loops e synths: Thiago Dom

- Arranjo de metais e Sax Tenor: Danilo Sinna
- Sax Alto: Marcelo Martins
- Trompete: Jessé Sadoc e Jorginho Trompete
- Trombone: Aldivas Aires e Rafael Rocha

- Vocais: Danilo Mota, Gisele Sprocatti, Nathali, Alice Avlis, Fabio Martin, Talhes Cesar, Adiel Ferr e Luan Moura
- Produção vocal: Jairo Bonfim e Bruno Oliveira
- Arranjos vocais e ajustes vocais: Bruno Oliveira
- Fonoaudióloga: Lilian Azevedo
- Direção de backing vocal: Dedy Coutinho

- Gravado no Estúdio Ville no Rio de Janeiro, entre novembro de 2020 e maio de 2021
- Mixado em Temple Studio na Full Sail University, em Orlando
- Engenheiro de mixagem e de masterização: Darren Schneider

- Produção artística: Rebeca Kessler
- Fotos: Cabéra
- Designer: Leandro Filho
- Produção executiva: Sony Music
- Direção executiva: Mauricio Soares

## Prêmios e indicações
A faixa "Escreve", pertencente a este EP, foi indicada ao Troféu Gerando Salvação 2021 na categoria "Videoclipe do ano". Na mesma premiação, Fernanda foi indicada na categoria "Cantora do ano".
O videoclipe de "Escreve" foi considerado o melhor do ano de 2021 pela maior parte da equipe do portal Super Gospel, que realizaram uma lista com os destaques do ano no meio gospel.
Troféu Gerando Salvação
| Ano  | Categoria         | Trabalho | Resultado |
| ---- | ----------------- | -------- | --------- |
| 2021 | Melhor videoclipe | Escreve  | Indicado  |

Restrospectiva Super Gospel 2021
| Ano  | Categoria    | Trabalho | Resultado |
| ---- | ------------ | -------- | --------- |
| 2021 | Melhor Clipe | Escreve  | TOP 1     |